# Legaria
Legaria est une ville et une commune de la communauté forale de Navarre (Espagne).
Elle est située dans la zone non bascophone de la province et à 63 km de sa capitale, Pampelune. Le castillan est la seule langue officielle alors que le basque n’a pas de statut officiel. Le secrétaire de mairie est aussi celui de Etayo, Oco et Olejua.

## Hameaux
- Barrio de San Martín: situé dans les alentours de l'église du même nom (sud-ouest de la municipalité).
- Barrio de El Río: situé au nord-ouest, dont le nom est issu d'une montée des eaux du río Ega vers le village.
- Barrio de El Monte: situé au sud-est de la localité, à l'abri de ce qui fut autrefois une forêt de chênes verts, aujourd'hui des terres cultivables.
- Barrio de La Rochapea: situé au nord-est et sur une terrasse au-dessus du río Ega.

## Localités limitrophes
Ancín, Murieta, Oco et Mendilibarri (hameau d'Ancín, séparé du noyau urbain).

## Démographie
| Évolution démographique                                 | Évolution démographique | Évolution démographique | Évolution démographique | Évolution démographique | Évolution démographique | Évolution démographique | Évolution démographique | Évolution démographique | Évolution démographique | Évolution démographique |
| 1996                                                    | 1998                    | 1999                    | 2000                    | 2001                    | 2002                    | 2003                    | 2004                    | 2005                    | 2006                    | 2007                    |
| ------------------------------------------------------- | ----------------------- | ----------------------- | ----------------------- | ----------------------- | ----------------------- | ----------------------- | ----------------------- | ----------------------- | ----------------------- | ----------------------- |
| 152                                                     | 136                     | 123                     | 120                     | 124                     | 122                     | 122                     | 123                     | 118                     | 117                     | 122                     |
| Sources: Legaria et instituto de estadística de navarra |                         |                         |                         |                         |                         |                         |                         |                         |                         |                         |

### Sources
- (es) Cet article est partiellement ou en totalité issu de l’article de Wikipédia en espagnol intitulé « Legaria » (voir la liste des auteurs).